# 尼西比幼发拉底河大桥
尼西比幼发拉底河大桥（土耳其語：Nissibi Köprüsü）是土耳其的一座公路斜拉桥，位于该国东南部阿德亚曼省与尚勒乌尔法省的交界处，横跨幼发拉底河上阿塔图克水库。

## 历史
阿塔图克坝于1992年建成后形成的水库，淹没了卡赫塔－锡韦雷克－迪亚巴克尔公路上跨越幼发拉底河的桥梁，因此阿德亚曼和迪亚巴克尔间的公路交通向南改线至经由尚勒乌尔法的D885国道（
 欧洲E99公路），同时也保留了跨越水库的轮渡交通。为了将弯路取直，土耳其政府计划修建一座新的桥梁跨过阿塔图克水库，可将路程缩短大约60（37英里）。

## 建设
依照时任土耳其总理雷杰普·塔伊普·埃尔多安的指示，大桥的开工仪式于2012年1月26日，在土耳其交通海事及通信部部长比纳里·耶尔德勒姆的主持下举行。工程由古尔森建筑公司（Gülsan Construction）承建，并以大桥附近的尼西比古镇来命名。这座正交异性板钢斜拉桥全长610（2,000英尺），桥宽24.5（80英尺），主跨400（1,300英尺），两侧桥塔均高96（315英尺），桥面设双向四车道。
大桥总造价为8,000万土耳其里拉（约合3,410万美元），被誉为“东南安纳托利亚的博斯普鲁斯大桥”，于2015年1月5日竣工，并开放行人通行。